# Hosto Lucrécio Tricipitino
Hosto Lucrécio Tricipitino (em latim: Hostus Lucretius Triciptinus) ou Osto foi um político da gente Lucrécia nos primeiros anos da República Romana eleito cônsul em 429 a.C. com Lúcio Sérgio Fidenato, que já estava no seu segundo mandato. Era filho de Lúcio Lucrécio Tricipitino, cônsul em 462 a.C., e pai de Públio Lucrécio Tricipitino, tribuno consular de 419 e 417 a.C..
Segundo Lívio, nada digno de menção aconteceu neste ano.